# 上海汽车博物馆
上海汽车博物馆（英語：Shanghai Auto Museum）位于上海市嘉定区安亭镇博园路7565号，地处上海国际汽车城内，是中国首家以汽车为主题的行业博物馆。博物馆主要展示了汽车的发展历史和技术，展品中包括80多辆真车。

## 概况

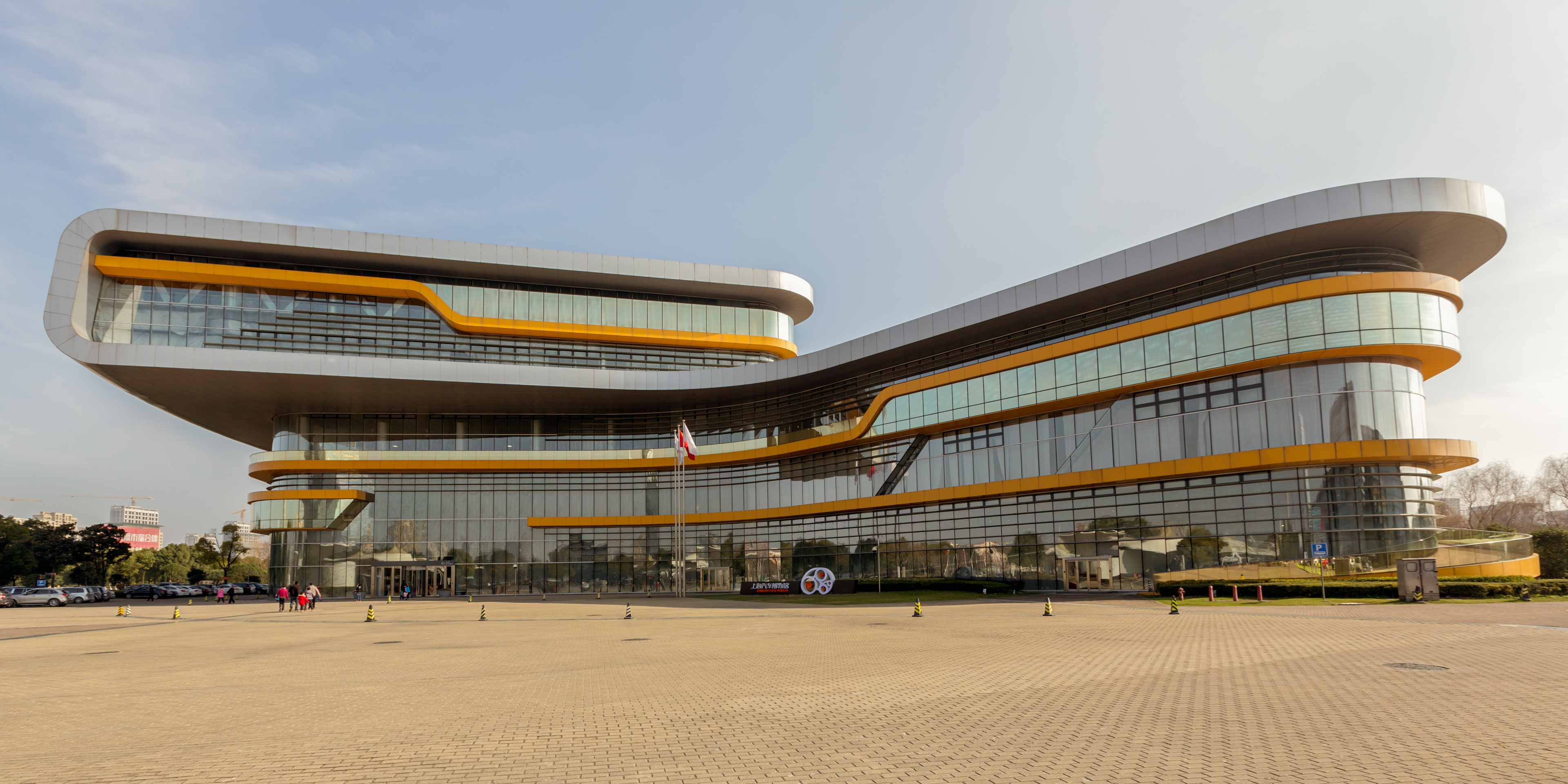
上海汽车博物馆主体建筑

上海汽车博物馆于2006年10月24日建成，从2007年1月17日起正式对外开放。博物馆的建筑面积2.8万平方米，展区面积超过1万平方米，博物馆主要分为汽车历史馆、古董车馆、汽车探索馆，另有上海汽车风情展览。历史馆内陈列有近30辆有历史意义的汽车，反映了汽车的发展史，古董车馆展示了1900年至1970年的40多辆经典汽车，在科技探索馆中，参观者可以参与互动，了解汽车构造与动力系统等，上海汽车风情则主要展现民国时期上海的汽车历史与文化。

## 建筑
上海汽车博物馆是一幢5层建筑，以“空间的沟通与融会，视觉的穿透与交流”为设计精髓，其设计由德国IFB公司和同济大学建筑设计研究院承担。建筑外立面采用大面积的通透玻璃，使参观者能享受到外围公园的自然景观，同时设置多个不同层面的露台与屋顶平台，而建筑内部采用上下贯通的设计，形成各个展区间开放式的视觉效果。
场馆的外形设计使用流动的曲线，象征汽车高速行驶下的轨迹，体现出汽车博物馆的运动性主题，同时其建筑也如同叠加的书本，隐喻博物馆的知识趣味与文化品位。 

## 展馆与展品
博物馆一层为汽车历史馆，二层是老爷车博物馆，两者间的夹层是上海汽车风情展，三楼为具有科普性质的科技探索馆。

### 汽车历史馆
历史馆中展出有近30辆经典汽车，并配以标志性事件的介绍，展示世界汽车发展的历程，分成共序馆、探索与诞生、实用与量产、多样与精彩、流线与速度、运动与驾驶、节能与电子、中国汽车工业共8个展厅。部分展品为复制品。
在各展厅中，展示了内燃机的发明、早期手工作坊制造汽车的场景以及之后流水线生产方式，并按照汽车的艺术设计、速度、节能等主题分别介绍，在中国汽车工业展厅中，展示了中国汽车工业的发展历程以及各时期的代表车型。
- 奔驰一号是世界首辆内燃机汽车
- 福特T型车是首款使用裝配線生产的汽车
- 1959年推出的CA72为红旗的第一款汽车
- 百公里测试油耗小于3升的大众路波是知名的节油汽车
- 泰斯塔罗萨是法拉利第一款大规模生产的车型

### 上海汽车风情

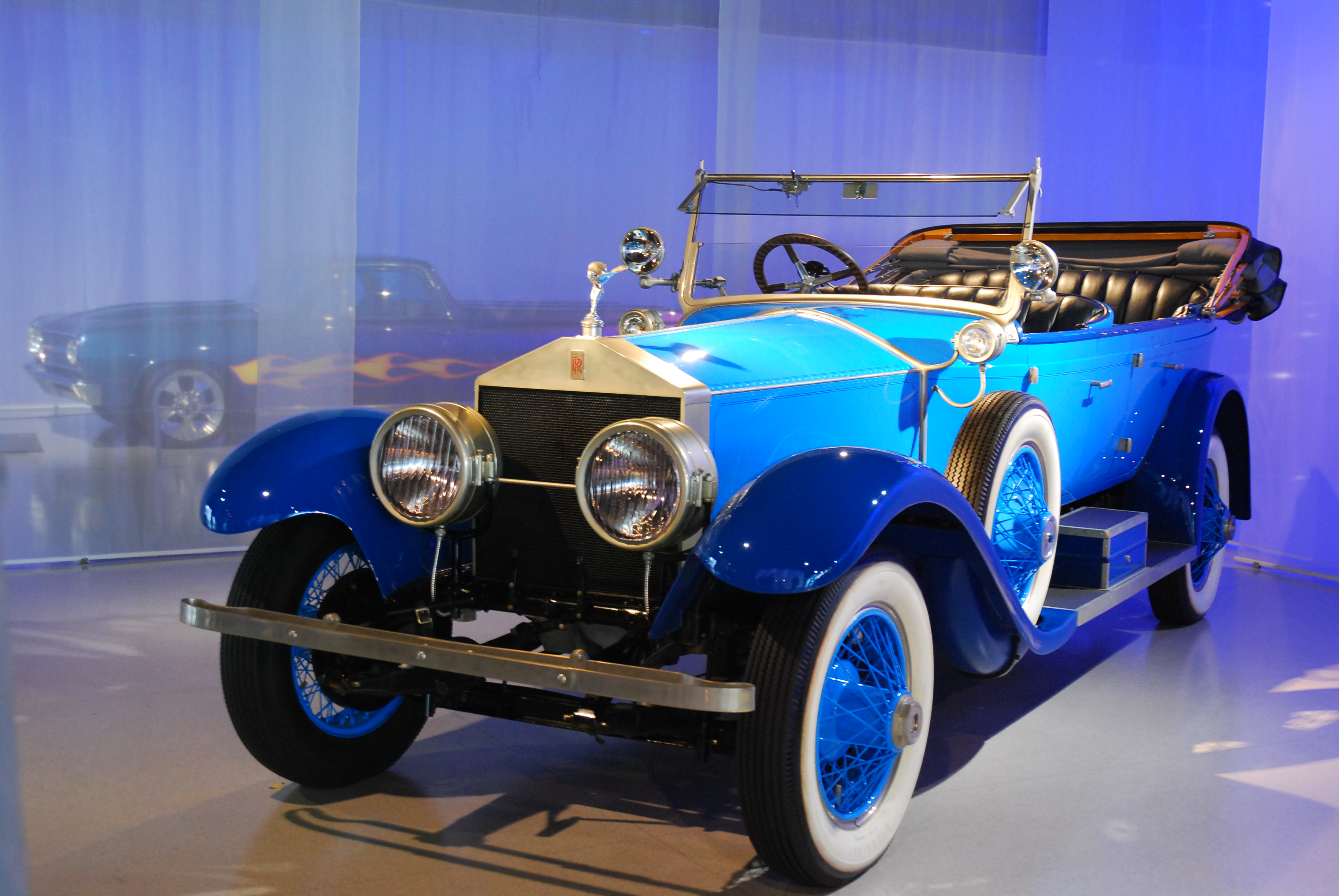
古董车馆内展出有40多辆各时代古董车，图为1923年劳斯莱斯“幽灵”

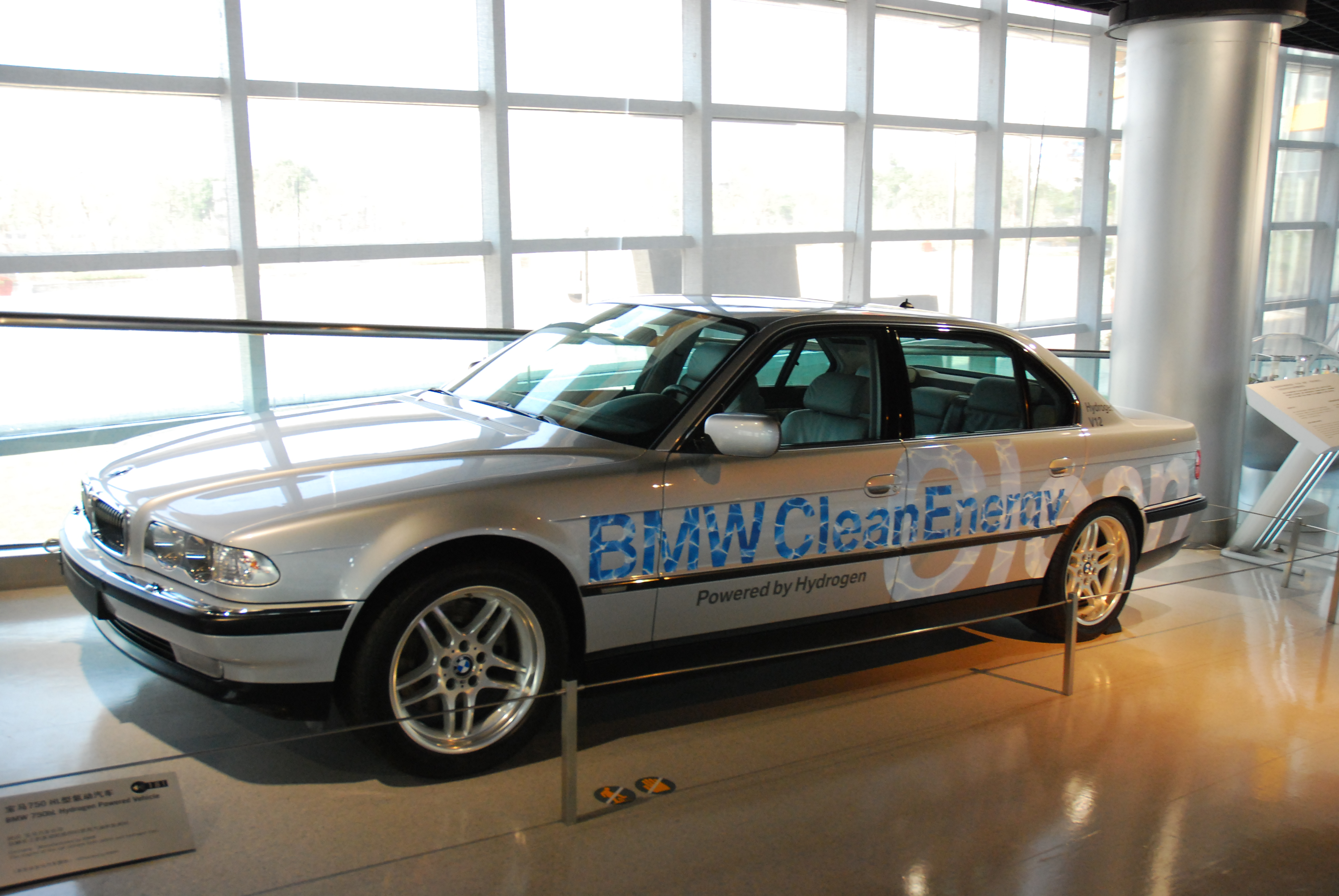
2000年的宝马750HL型氢动力汽车

在上海汽车风情展览中，主要以老照片配合文字的的形式，展现了民国时期上海的汽车文化，诸如当年的汽车广告、汽车牌照、名人与汽车等。

### 古董车馆
古董车馆展示了40多辆古董车，涵盖20余个汽车品牌，时间跨度从汽车诞生初期一直延续到1970年代，按照时间顺序分为6个展厅。展品中有最早的马车样式的小型单排座敞篷车，以及早期的林肯、劳斯莱斯、凯迪拉克等豪华轿车，还有高性能赛车、跑车等。

### 科技探索馆
科技探索馆位于博物馆的三楼，主要是为向青少年进行的汽车科普教育，分为汽车畅想、汽车设计与制造、汽车未来、汽车构造、游乐体验共5个展厅。
展品中有被分解的汽车，汽车的各个零部件被悬挂着展示，游客可以认识汽车的技术原理，观察汽车的基本构成。馆内还展出有混合动力汽车、电动汽车、燃料电池汽车、氢气车等多种新能源汽车，以及一些具有未来设计风格的车辆。游乐区域可供游客亲身体验，有汽车油耗排放测试机、小小汽车设计师、驾驶模拟、汽车智力赛场、汽车涂鸦、卡雷拉数码上赛场、四驱车、乐高科学教室等游乐体验项目。

## 参观信息
- 开放时间：周二至周日9:00-16:30。
- 公共交通：轨道交通11号线安亭站、陆安高速线博园路站、安虹线博园路站。
- 票价：成人60元人民币。[5]